# 東南雪菲爾 (英國國會選區)
東南雪菲爾（英語：Sheffield South East），英國國會一郡選區，位於英格蘭南約克郡谢菲尔德東南部，包括五個地方選區。
創設於2010年。2010年大選中自1992年以來任下議院議員、工黨的克萊武·貝茲以48.7%選票成功連任。